# Jhoel Herrera
Jhoel Alexander Herrera Zegarra (ur. 9 lipca 1980 w Pisco) – peruwiański piłkarz występujący na pozycji obrońcy, reprezentant Peru w latach 2007–2013.

## Kariera klubowa
Grę w piłkę nożną na poziomie seniorskim rozpoczął w 2000 roku w Hijos de Yurimaguas, gdzie grał jako napastnik (Segunda División). Następnie występował w Club Sporting Cristal, Coronel Bolognesi, Unión Huaral, Universitario de Deportes i Alianza Lima. Latem 2007 roku został zawodnikiem GKS Bełchatów, gdzie zaliczył 5 ligowych występów, będąc w międzyczasie wypożyczonym do Alianzy Lima. Od 2009 roku grał w peruwiańskich klubach z Primera División i Segunda División. W 2011 roku zdobył z Club Juan Aurich mistrzostwo kraju. W lutym 2021 roku za pośrednictwem Twittera ogłosił zakończenie kariery zawodniczej.

## Kariera reprezentacyjna
24 marca 2007 zadebiutował w reprezentacji Peru w meczu towarzyskim z Japonią (0:2). W tym samym roku zaliczył jeden występ na Copa América 2007. Ogółem w latach 2007–2013 Herrera rozegrał w drużynie narodowej 10 spotkań.

## Sukcesy
Club Juan Aurich
- mistrzostwo Peru: 2011